# Кубок Першого каналу (хокей) 2010
Кубок Першого каналу 2010 — 43-й міжнародний хокейний турнір у Росії, проходив 16—19 грудня 2010 року в Москві у рамках Єврохокейтуру. Матч Фінляндія — Чехія пройшов у фінському Еспоо.

## Результати та таблиця
| 1 | Росія     | ~   | 3:1      | 5:3 | 6:2      | 3 | 3 | 0 | 0 | 0 | 14—6  | 9 |
| 2 | Чехія     | 1:3 | ~        | 4:1 | 3:2 бул. | 3 | 1 | 1 | 0 | 1 | 8—6   | 5 |
| 3 | Швеція    | 3:5 | 1:4      | ~   | 6:1      | 3 | 1 | 0 | 0 | 2 | 10—10 | 3 |
| 4 | Фінляндія | 2:6 | 2:3 бул. | 1:6 | ~        | 3 | 0 | 0 | 1 | 2 | 5—15  | 1 |

М — підсумкове місце, І — матчі, В — перемоги, ВО — перемога по булітах (овертаймі), ПО — поразка по булітах (овертаймі), П — поразки, Ш — закинуті та пропущені шайби, О — очки

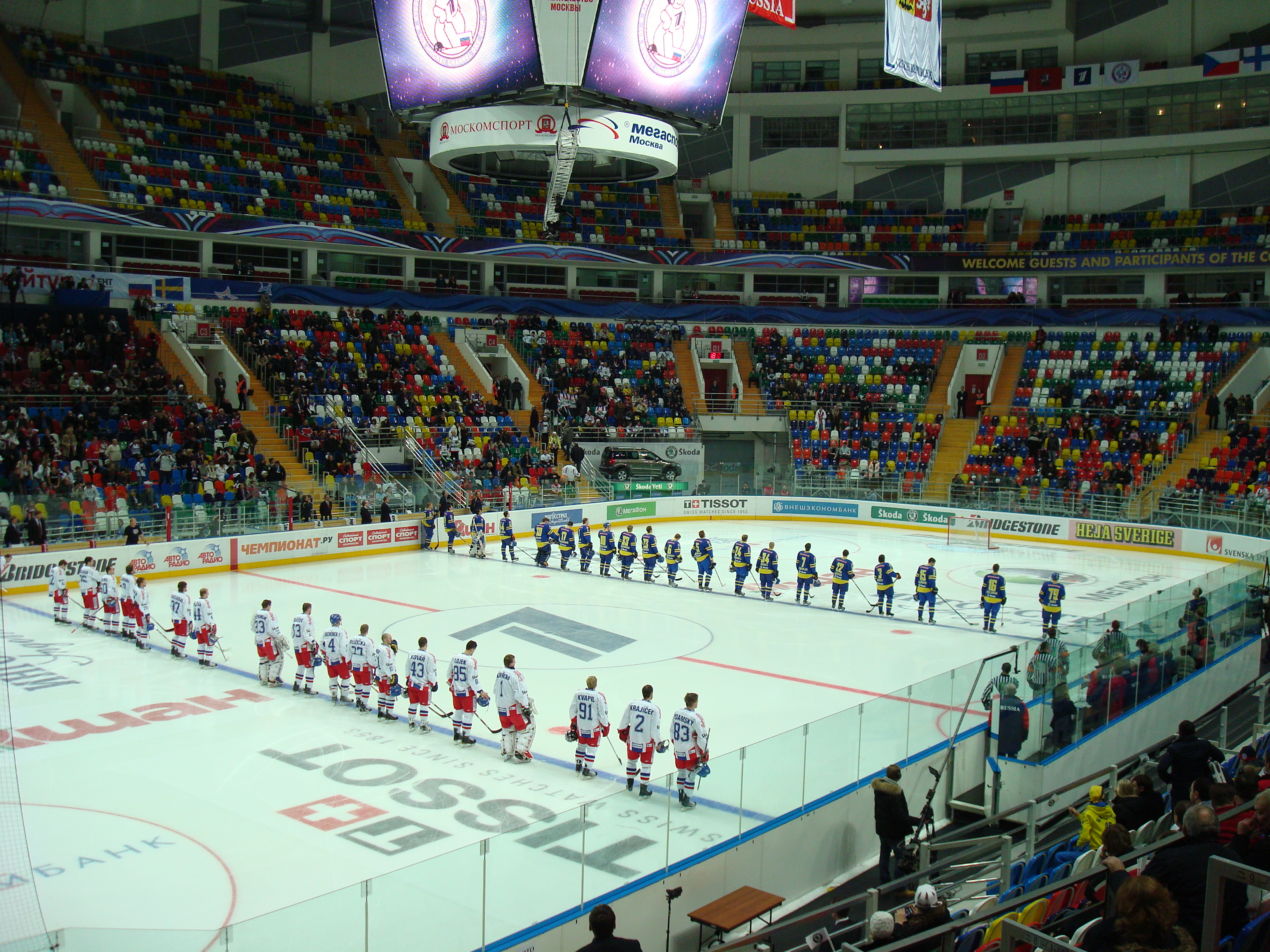
Матч збірних Швеції та Чехії.

## Найкращі гравці турніру
| Воротар             | Василь Кошечкін   |
| Захисник            | Мірослав Блатяк   |
| Нападник            | Олександр Радулов |
| Найцінніший гравець | Олексій Морозов   |

## Найкращі бомбардири
| Місце | Гравець            | І | Г | П | О |
| ----- | ------------------ | - | - | - | - |
| 1     | Олексій Морозов    | 3 | 2 | 4 | 6 |
| 2     | Олександр Радулов  | 3 | 2 | 3 | 5 |
| 3     | Олексій Кайгородов | 3 | 1 | 4 | 5 |
| 4     | Ян Марек           | 3 | 0 | 4 | 4 |

## Найкращі воротарі
| Місце | Гравець           | Хвилини | ПШ | КН   | ША |
| ----- | ----------------- | ------- | -- | ---- | -- |
| 1-2   | Костянтин Барулін | 60:00   | 1  | 1    | 0  |
| 1-2   | Даніель Ларссон   | 60:00   | 1  | 1    | 0  |
| 3     | Якуб Штепанек     | 184:13  | 6  | 1,95 | 0  |
| 4     | Еро Кілпелайнен   | 80:00   | 6  | 4,5  | 0  |